# 威廉·布格多夫
威廉·埃曼努爾·布格多夫（德語：Wilhelm Emanuel Burgdorf，1895年2月15日—1945年5月2日）是一名第二次世界大戰期間的納粹德國軍人，最終軍階為德意志國防軍步兵上將。1944年10月，布格多夫出任陸軍人事部部長與阿道夫·希特勒的首席副官；同時由於身兼這兩項職務的原故，布格多夫在陸軍元帥埃爾溫·隆美爾被迫自殺一事中扮演著重要的角色。1945年5月2日，布格多夫於柏林戰役接近尾聲時在元首地堡開槍自盡。

## 軍事生涯
布格多夫於第一次世界大戰爆發時以軍官學員的身份加入德意志帝國陸軍，並於1915年出任第12擲彈兵團的步兵軍官。戰爭結束後，布格多夫服役於新成立的威瑪國家防衛軍中，並於1930年晉升為上尉。1935年，布格多夫以少校軍階出任德勒斯登軍事學院的教官，主要教授作戰戰術；隨後於1937年又被指派為第9兵團參謀部副官。1938年，布格多夫升任中校，並於1940年5月至1942年4月間擔任第529步兵團團長，隨後於次月出任陸軍人事部第二局局長。布格多夫於1942年10月成為陸軍人事部次長，同時晉升少將。
1944年10月，布格多夫升任陸軍人事部部長與納粹德國元首阿道夫·希特勒的首席副官。不久後，他晉升為中將；隨後復於1944年11月1日獲授步兵上將軍銜。布格多夫曾下令：國防軍內的所有軍官與法官須對懷疑德國將獲取最終勝利的懷疑論者施以最嚴厲的懲罰。他曾表示：「軍官公然蔑視國家元首的行為在國家社會主義國家中是不可容忍的。」

### 在隆美爾之死中所扮演的角色
身為希特勒的首席副官，布格多夫在陸軍元帥埃爾溫·隆美爾之死中扮演著關鍵的角色。隆美爾被指曾參與意圖暗殺希特勒並奪取政權的7月20日密謀案。希特勒十分清楚將隆美爾這樣一位廣受人民與軍隊愛戴的將領送上人民法院將會引起國內不小的騷動，因此採取了另一項權宜之計。
1944年10月14日，布格多夫與陸軍人事部軍官教育福利局局長恩斯特·梅塞爾中將抵達隆美爾住處。布格多夫告知隆美爾後者的罪刑，同時表示念在其過往的戰功上，元首與陸軍元帥威廉·凱特爾願意給隆美爾一個機會，即自行服毒自殺，並獲得國葬禮遇，其家人與部屬亦將免於刑事追訴之累，否則即須面臨審判並遭處死。隆美爾選擇了前者，隨後與布格多夫以及梅塞爾等二人一同乘車離開住處。約莫10分鐘後，隆美爾的家屬接獲電話表示隆美爾已自殺身亡。

### 柏林戰役
在柏林戰役爆發前不久，曾參與7月20日密謀案但倖免於難的國防軍中尉菲利普·冯·伯泽拉格尔偶然聽見了布格多夫說道：「當戰爭結束時，我們將需要肅清軍隊中的天主教軍官。」柏瑟拉格本身即是一位信奉天主教的國防軍軍官，因此出言反駁這項論點，同時表示自己在戰鬥中的英勇表現並不亞於非天主教軍官；他在布格多夫回答前便逕自離去。
當蘇聯軍隊進入柏林時，希特勒與其隨行人員一同進入元首地堡躲避戰火，布格多夫也是其中之一。1945年4月28日，希特勒得知親衛隊全國領袖海因里希·希姆萊透過瑞典外交官福克·伯納多特的協助私自與西方盟軍交涉德國投降事宜。布格多夫參與了對希姆萊的副官、同時也是希特勒情婦伊娃·布朗的妹夫、親衛隊中將赫爾曼·菲格萊因的軍事法庭審判，並由武裝親衛隊少將威廉·蒙克主審；參審的還有帝國安全勤務局局長兼親衛隊中將約翰·拉滕胡貝爾與步兵上將漢斯·克雷布斯。受審時，菲格萊因嚴重泥醉，不時哭泣與嘔吐，且幾乎無法站立；他甚至小便在地板上。審理的法官們一致同意菲格萊因當時的身體狀況不適合進行任何審判，主審法官威廉·蒙克因此宣告停止審理，並將他交予拉滕胡貝爾處置。
1945年4月29日，布格多夫、克雷布斯、帝國宣傳部長約瑟夫·戈培爾與元首個人秘書馬丁·鮑曼一同見證並簽署了希特勒的遺言與遺囑。1945年4月30日，希特勒自殺，戈培爾接替其職務成為德國總理。5月1日，戈培爾派遣克雷布斯上將向柏林戰區的蘇聯指揮官瓦西里·崔可夫上將遞交了一封信件，表達希望暫時停火的意願，但遭崔可夫斷然拒絕。戈培爾因此認為再多的交涉與努力都是徒然，並發表了長篇大論譴責元首地堡內的將領，同時一再提醒他們希特勒嚴禁他們投降。國民教育與宣傳部國內新聞司司長漢斯·弗里切隨後離開房間，前往自己的辦公室，並提筆寫下給蘇聯元帥格奧爾基·康斯坦丁諾維奇·朱可夫的投降信；布格多夫隨弗里切一同來到辦公室，並質問後者是否打算投降。弗里切回答他正是打算這麼做，布格多夫因此大怒，向其狂吼道希特勒嚴格禁止投降，而且弗里切僅是一介平民，沒有權力這麼做。布格多夫隨後掏出手槍意圖射擊弗里切，但一位無線電操作員即時出手攔阻，子彈因而擊中了天花板。在場的眾人將布格多夫勸離了辦公室。
當日午夜過後，即1945年5月2日的凌晨時分，布格多夫與其同僚參謀總長漢斯·克雷布斯上將一同舉槍自盡。蘇聯官兵稍後在檢查地堡時發現了兩人的遺體。

## 獲獎與受勳
- 鐵十字勳章（1914），二等鐵十字勳章（1915年1月24日），一等鐵十字勳章（1916年8月14日）[16]
- 霍亨索倫皇家騎士十字勳章佩寶劍（1917年8月27日）[16]
- 三等軍功十字勳章（英语：Military Merit Cross (Austria-Hungary)）（1918年2月27日，奧匈帝國頒贈）[16]
- 弗里德里希騎士十字勳章（英语：Friedrich Order）（1918年7月18日）[16]
- 漢堡漢薩十字勳章（英语：Hanseatic Cross）（1918年10月18日）[16]
- 1914年至1918年世界大戰榮譽十字勳章（英语：The Honour Cross of the World War 1914/1918）（1934年9月20日）[16]
- 二等國防軍勤續獎章（1936年10月2日）[16]
- 帶扣鐵十字勳章（1939年），二等帶扣鐵十字勳章（1940年6月15日），一等帶扣鐵十字勳章（1940年6月17日）[16]
- 骑士铁十字勋章（1941年9月29日）[17]

### 引用
1. 1 2  Joachimsthaler 1999，第286頁.
2. ↑  Der Spiegel 28/1978
3. ↑  Wilhelm Keitel, Nuremberg testimony
4. ↑  Manfred Rommel, Nuremberg testimony
5. ↑  Evans 2009，第642頁.
6. ↑  von Boeselager 2009，第177頁.
7. ↑  O'Donnell 1978，第182–183頁.
8. ↑  Bullock 1962，第795頁.
9. ↑  Kershaw 2008，第949–950, 955頁.
10. ↑  Fest 2004，第135–137頁.
11. ↑  Vinogradov 2005，第324頁.
12. ↑  Fest 2004，第137頁.
13. ↑  Fest 2004，第137–139頁.
14. ↑  Beevor 2002，第387頁.
15. ↑  Ryan 1966，第398頁.
16. 1 2 3 4 5 6 7 8  Thomas & Wegmann 1993，第292頁.
17. ↑  Scherzer 2007，第254頁.

### 圖書
除另行註明外，以下書目皆為英文。
- Beevor, Antony. . London: Viking-Penguin Books. 2002. ISBN 978-0-670-03041-5.
- von Boeselager, Philipp Freiherr. . Vintage. 2009. ISBN 0-307-45497-5.
- Bullock, Alan. . Penguin. 1962. ISBN 0-14-013564-2.
- Evans, Richard J. . New York: Penguin. 2009. ISBN 978-0-14-101548-4.
- Fellgiebel, Walther-Peer.  [The Bearers of the Knight's Cross of the Iron Cross 1939–1945 — The Owners of the Highest Award of the Second World War of all Wehrmacht Branches]. Friedberg, Germany: Podzun-Pallas. 2000 [1986]. ISBN 978-3-7909-0284-6 （德语）.
- Fest, Joachim. . New York: Farrar, Straus and Giroux. 2004 [2002]. ISBN 978-0-374-13577-5.
- Joachimsthaler, Anton. . Trans. Helmut Bögler. London: Brockhampton Press. 1999 [1995]. ISBN 978-1-86019-902-8.
- Kershaw, Ian. . New York: W. W. Norton & Company. 2008. ISBN 978-0-393-06757-6.
- O'Donnell, James. . Houghton Mifflin. 1978. ISBN 978-0-395-25719-7.
- Ryan, Cornelius. . London: Collins. 1966. ISBN 0-00-613267-7.
- Scherzer, Veit. . Jena, Germany: Scherzers Militaer-Verlag. 2007. ISBN 978-3-938845-17-2 （德语）.
- Thomas, Franz; Wegmann, Günter. . Osnabrück, Germany: Biblio-Verlag. 1993. ISBN 978-3-7648-1734-3 （德语）.
- Vinogradov, V. K. . Chaucer Press. 2005. ISBN 978-1-904449-13-3.

## 外部連結
- . Der Spiegel. 1978  [2015年6月17日]. （原始内容存档于2020年9月21日） （德语）. |volume=被忽略 (帮助)